# Appetite for Destruction
Appetite for Destruction är det amerikanska hårdrocksbandet Guns N' Roses debutalbum. Det gavs den 21 juli 1987 till massiv kommersiell succé. Albumet toppade den amerikanska Bilboard 200 och är det elfte mest sålda albumet, respektive det mest sålda debutalbumet någonsin i USA. Med runt 30 miljoner sålda exemplar totalt världen över är Appetite for Destruction dessutom ett av tidernas bäst sålda album. Samtida recensioner av albumet var ambivalenta när albumet släpptes, men Appetite for Destruction har på senare år hyllats av flera kritiker och utnämnts till ett av tidernas bästa album.

## Bakgrund
Enligt bandets sångare Axl Rose skrevs de flesta låtar av bandmedlemmarna mellan 1984 och 1987 och handlar till stora delar om droger, sex och det hårda gatulivet i West Hollywood. En del låtar som "November Rain", "Bad Obsession" och "Don't Cry" togs inte med och spelades först in senare till Use Your Illusion I och II. Enligt Rose var anledningen till att de inte tog med "November Rain" var att det redan fanns en ballad, "Sweet Child O' Mine", på albumet.
Bandet övervägde flera producenter till albumet, bland annat Manny Charlton och Spencer Proffer efter rekommendation av Tom Zutaut på Geffen Records. Även Paul Stanley var tilltänkt producent. Bandet valde dock bort honom efter att han insisterat på att bandet skulle skriva om låtmaterialet och ändra på Steven Adlers trumljud. Bandet övervägde också Robert Lange men han visade sig vara för dyr för bandet. Till slut valde man den relativt okända Mike Clink eftersom han var den enda som lät bandet spela in albumet som de själva hade tänkt sig.

## Inspelning
Albumet spelades till stora delar in i Canoga Park, Kalifornien under en period på två veckor i mars och april 1987. Bandet fortsatta leva sitt besinningslösa liv under sessionerna och det var inte ovanligt enligt Clink att medlemmarna dök upp bakfulla till inspelningarna. Gitarristen Slash arbetade i timmar tillsammans med producenten på att strukturera och slipa sina gitarrsolon, och sångaren Axl Rose drevs av en liknande perfektionism när han skulle lägga på sina sångspår. Clink splitsade ihop de bästa tagningarna med sin rakkniv medan han arbetade 18-timmars pass varje dag. Enligt trummisen Steven Adler tog det bara drygt en vecka att spela in trummor och slagverk. Rose spelade också in en sexakt med Adlers flickvän Ariana Smith till låten "Rocket Queen", något som Smith gick med på i utbyte mot en flaska Jack Daniel's.[källa behövs] Den totala budgeten för albumet låg på  drygt $370,000.
Många låtar på albumet hade börjat som ofärdiga kompositioner av de olika bandmedlemmarna som sedan bandet skrev klart tillsammans. Exempel på det är "It's So Easy" (Duff McKagan) och "Think About You" (Izzy Stradlin). Riffet till "Welcome to the Jungle" hade skrivits av Duff McKagan till "The Fake", en låt från hans tidigare punkband the Vains, medan texten skrevs av Axl Rose. "Rocket Queen" var en ofullbordad Slash/McKagan/Adler-skriven låt från tiden när de spelade i deras tidigare band Road Crew. Den slutgiltiga mixningen skedde i studion Sterling Sounds i New York.

## Albumomslag
Ursprungsidéen till albumomslaget var målningen "Appetite for Destruction" av Robert Williams föreställandes en kvinna som nyss blivit våldtagen av en robot. Enligt bandet representerade bilden "ett symboliskt socialt redogörande, där roboten representerar det industrella systemet som våldtar och förorenar vår omgivning". Förslaget föll dock inte Geffen Records i smaken. Omslaget byttes istället ut det till det numera ikoniska bilden av ett kors med skallar föreställandes de olika bandmedlemmarna. När albumet åter skulle släppas på vinyl år 2008 skulle den ursprungliga målningen av Robert Williams vara omslag, men musikförlaget ändrade sig i sista stund och ändrade tillbaka till det gamla omslaget.
Albumsidorna delades inte standardmässigt upp i "A" och "B" utan i "G" och "R". Den första sidan, "G" som stod för Guns, innehöll låtar som handlade om livet i West Hollywood, droger och problem med polisen. Den andra sidan, "R" som stod för Roses, innehöll låtar som främst handlade om relationer och sex. Fotona på baksidan och inuti albumet var tagna av Robert John, Marc Canter, Jack Lue, Leonard McCardie, and Greg Freeman.
Enligt Axl Rose var bandets första förslag till albumomslag en bild på när rymdfarkosten Challenger förolyckades. Enligt Rose vägrade dock Geffen att ha det som omslag.

## Utgivning och mottagande
Appetite for Destruction debuterade på plats 182 på amerikanska Billboard 200 under slutet av augusti 1987. Albumet toppade inte listan förrän drygt ett år senare i augusti 1988 efter att bandet hade turnerat flitigt och fått mycket speltid på MTV med hitlåtar som "Welcome to the Jungle" och "Paradise City". Albumet toppade sedan listan i fyra veckor, och spenderade totalt 147 veckor på Billboard 200. År 2008 certifierade RIAA albumet för x18 platina, det vill säga att albumet sålt 18 miljoner exemplar i USA. Totalt har albumet sålt drygt 28 miljoner exemplar världen över och räknas som det mest sålda debutalbumet någonsin i USA.
Albumet togs inte väl emot av kritiker när det släpptes. Många kritiker klagade på att albumet glorifierade sex och droger. En del recensenter menade att albumet sålde bra på grund av att konsumenter var trötta på de kristna moraliska ideal som förstärkts av Reagan-Bush administrationen. Billboards musikkritiker menade att albumet var en diffus blandning av olika rockelement från band som Hanoi Rocks, AC/DC och Aerosmith som bara tilltalade rockentusiaster. Albumet listades dock av tidningen The Village Voice som årets 27:e bästa album.
Senare recensioner av albumet har utnämnt albumet som ett av rockhistoriens bästa. Tidningen Rolling Stone gav albumet 5 stjärnor av 5 möjliga i en senare recension 2005 och menade att albumet var banbrytande för sin tid. AllMusic utnämnde albumet till det sena 1980-talets bästa och hyllade Axl Roses sånginsatser som recensenten menade passade väl ihop och förbättrades av Slash och Izzy Stradlins gitarrspel. År 2000 utnämnde tidskriften Q albumet som ett av Heavy-Metal historiens bästa. Sputnikmusic ansåg dock i en senare recension att albumet var överskattat och att helhetsintrycket försämrades på grund av låtarnas skiftande kvalitet.

## Låtlista
| Nr  | Titel                 | Kompositör                     | Längd |
| --- | --------------------- | ------------------------------ | ----- |
| 1.  | Welcome to the Jungle | Rose, Slash                    | 4:32  |
| 2.  | It's So Easy          | McKagan, Arkeen                | 3:21  |
| 3.  | Nightrain             | Rose, Slash, Stradlin, McKagan | 4:26  |
| 4.  | Out Ta Get Me         | Rose, Slash, Stradlin          | 4:20  |
| 5.  | Mr. Brownstone        | Slash, Stradlin                | 3:46  |
| 6.  | Paradise City         | Rose, Slash, Stradlin, McKagan | 6:45  |
| 7.  | My Michelle           | Rose, Stradlin                 | 3:38  |
| 8.  | Think About You       | Stradlin                       | 3:49  |
| 9.  | Sweet Child o' Mine   | Rose, Slash, Stradlin          | 5:54  |
| 10. | You're Crazy          | Rose, Slash, Stradlin          | 3:16  |
| 11. | Anything Goes         | Rose, Stradlin, Weber          | 3:25  |
| 12. | Rocket Queen          | Rose, Slash, Stradlin          | 6:14  |

## Medverkande
| Guns N' Roses - Izzy Stradlin – kompgitarr, sologitarr, kör, slagverk - Axl Rose – sång, keyboard - Slash – sologitarr, kompgitarr, talkbox, akustisk gitarr - Duff McKagan – bas, kör - Steven Adler – trummor, slagverk Produktion - Mike Clink – producent, ljudtekniker - Steve Thompson, ljudmixning - Michael Barbiero – ljudmixning - George Marino – LP- och kassetT-mastering - Barry Diament – CD mastering - Dave Reitzas – assistent till ljudteknikern - Micajah Ryan – assistent till ljudteknikern - Andy Udoff – assistent till ljudteknikern - Jeff Poe – assistent till ljudteknikern - Julian Stoll – assistent till ljudteknikern - Victor Deyglio – assistent till ljudteknikern | Design - Robert Williams – "Appetite for Destruction" målning - Michael Hodgson – grafisk formgivare och design - Robert John – fotografiarbete - Jack Lue – fotografiarbete - Greg Freeman – fotografiarbete - Marc Canter – fotografiarbete - Leonard McCardie – fotografiarbete - Tom Zutaut – A&R - Teresa Ensenat – A&R - Stravinski Brothers – career affairs - Alan Niven – career affairs - Boulevard Management – affärsarbete - Bill White Jr. – design av albumomslaget - Andy Engell – omdesign av albumomslaget |

## Listplaceringar
| Chart                    | Topplacering |
| ------------------------ | ------------ |
| Australienska topplistan | 7            |
| Österrikiska topplistan  | 3            |
| Canadian Albums Chart    | 7            |
| Holländska topplistan    | 3            |
| Franska topplistan       | 166          |
| Tyska topplistan         | 11           |
| Irländska topplistan     | 11           |
| Italienska topplistna    | 58           |
| Nyzeeländska topplistan  | 1            |
| Norska topplistan        | 9            |
| Svenska topplistan       | 32           |
| Schweiziska topplistan   | 7            |
| UK Albums Chart          | 5            |
| US Billboard 200         | 1            |